# Cate Blanchett
Catherine Élise "Cate" Blanchett (n. 14 mai 1969, Melbourne, Victoria, Australia) este o actriță și director de teatru din Australia. Blanchett este câștigătoare a numeroase premii, printre care două premii Oscar, trei Globuri de Aur, trei premii BAFTA, trei premii Screen Actors Guild, precum și un premiu pentru interpretare feminină (Volpi Cup) în cadrul Festivalului Internațional de Film de la Veneția. Între 1998 și 2010 Blanchett a fost nominalizată de cinci ori la Premiul Oscar.

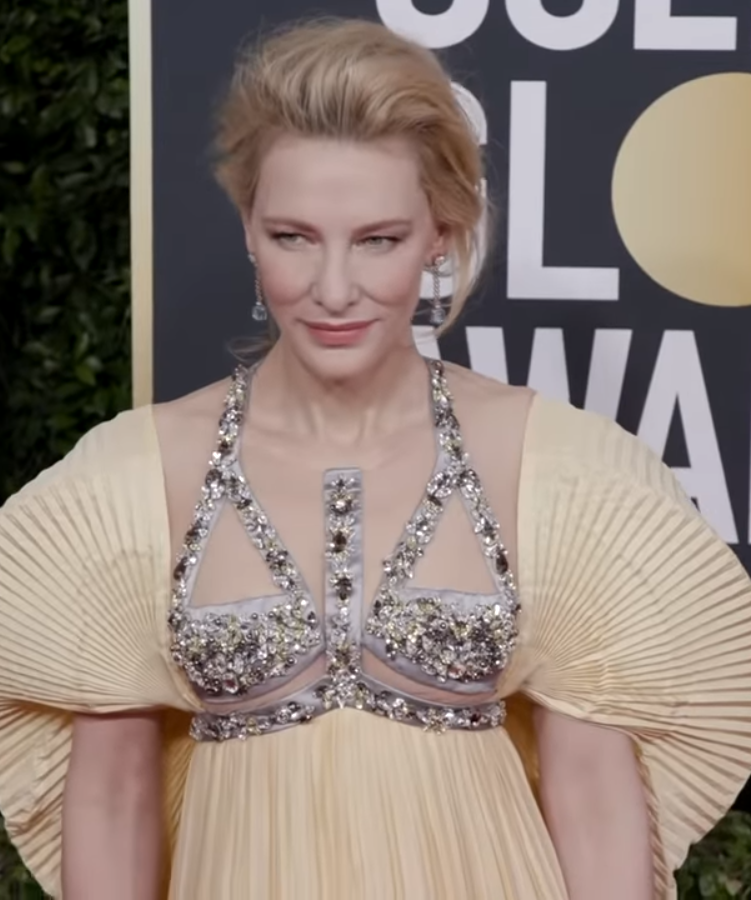
Cate Blanchett la ediția din 2020 a Globurilor de Aur

A intrat în atenția lumii cinematografice internaționale odată cu filmul Elizabeth, realizat în 1998, regizat de Shekhar Kapur, în care a interpretat rolul reginei Elizabeth I a Angliei. A continuat seria de succese filmice prin interpretarea reginei Galadriel din trilogia lui Peter Jackson The Lord of the Rings, a colonelui doctor Irina Spalko din filmul Indiana Jones and the Kingdom of the Crystal Skull și a personajului Katharine Hepburn din filmul lui Martin Scorsese Aviatorul (The Aviator), rol pentru care a primit un Premiu Oscar pentru cel mai bun rol secundar.
Împreună cu soțul său, Andrew Upton, conduc "Compania de teatru Sydney" (Sydney Theatre Company).

## Filmografie
| An   | Titlu                                         | Rol                           | Note                                                      |
| ---- | --------------------------------------------- | ----------------------------- | --------------------------------------------------------- |
| 1990 | Kaboria                                       | Extra - una dintre dansatoare |                                                           |
| 1994 | Police Rescue: The Movie                      | Vivian                        | Serial TV                                                 |
| 1996 | Parklands                                     | Rosie                         | Scurtmetraj                                               |
| 1997 | Oscar and Lucinda                             | Lucinda Leplastrier           |                                                           |
| 1997 | Thank God He Met Lizzie                       | Lizzie                        |                                                           |
| 1997 | Paradise Road                                 | Susan Macarthy                |                                                           |
| 1998 | Elizabeth                                     | Regina Elizabeta I            | Premiul BAFTA Premiul Globul de Aur Nominalizare la Oscar |
| 1999 | Bangers                                       | Julie-Anne                    |                                                           |
| 1999 | Pushing Tin                                   | Connie Falzone                |                                                           |
| 1999 | An Ideal Husband                              | Lady Gertrude Chiltern        |                                                           |
| 1999 | Talentatul domn Ripley                        | Meredith Logue                |                                                           |
| 2000 | The Gift                                      | Annabelle "Annie" Wilson      |                                                           |
| 2000 | The Man Who Cried                             | Lola                          |                                                           |
| 2001 | The Shipping News                             | Petal Quoyle                  |                                                           |
| 2001 | Charlotte Gray                                | Charlotte Gray                |                                                           |
| 2001 | Stăpânul Inelelor: Frăția Inelului            | Galadriel                     |                                                           |
| 2001 | Bandits                                       | Kate Wheeler                  |                                                           |
| 2002 | Stăpânul Inelelor: Cele două turnuri          | Galadriel                     |                                                           |
| 2002 | Heaven                                        | Philippa                      |                                                           |
| 2003 | Stăpânul Inelelor: Întoarcerea Regelui        | Galadriel                     |                                                           |
| 2003 | The Missing                                   | Magdalena 'Maggie' Gilkeson   |                                                           |
| 2003 | Coffee and Cigarettes                         | Herself & Shelly              |                                                           |
| 2003 | Veronica Guerin                               | Veronica Guerin               |                                                           |
| 2004 | The Life Aquatic with Steve Zissou            | Jane Winslett-Richardson      |                                                           |
| 2004 | Aviatorul                                     | Katharine Hepburn             | Premiul Oscar                                             |
| 2005 | Little Fish                                   | Tracy Heart                   |                                                           |
| 2006 | Babel                                         | Susan Jones                   |                                                           |
| 2006 | The Good German                               | Lena Brandt                   |                                                           |
| 2006 | Notes on a Scandal                            | Sheba Hart                    | Nominalizare la Premiul Oscar                             |
| 2007 | Hot Fuzz                                      | Janine                        | Cameo necreditat                                          |
| 2007 | Elizabeth: The Golden Age                     | Regina Elizabeta I            | Nominalizare la Oscar                                     |
| 2007 | Noi suntem Bob Dylan                          | Jude Quinn (Bob Dylan)        | Nominalizare la Premiul Oscar                             |
| 2008 | Indiana Jones și Regatul Craniului de Cristal | Colonel-Doctor Irina Spalko   |                                                           |
| 2008 | The Curious Case of Benjamin Button           | Daisy Fuller                  |                                                           |
| 2009 | Ponyo                                         | Granmamare                    | voce în versiunea de limbă engleză                        |
| 2010 | Robin Hood                                    | Lady Marian                   |                                                           |
| 2011 | Hanna                                         | Marissa Wiegler               |                                                           |
| 2012 | Hobbitul: O călătorie neașteptată             | Galadriel                     |                                                           |
| 2013 | Blue Jasmine                                  | Jeanette 'Jasmine' Francis    | Premiul Oscar Premiul BAFTA                               |
| 2013 | Hobbitul: Dezolarea lui Smaug                 | Galadriel                     | Cameo                                                     |
| 2014 | The Monuments Men                             | Claire Simone                 |                                                           |
| 2014 | Cum să îți dresezi dragonul 2                 | Valka (voce)                  |                                                           |
| 2014 | Hobbitul: Bătălia celor cinci armate          | Galadriel                     |                                                           |
| 2015 | Knight of Cups                                | Nancy                         |                                                           |
| 2015 | Cinderella                                    | Lady Tremaine                 |                                                           |
| 2015 | Carol                                         | Carol Aird                    | Nominalizare la Oscar                                     |
| 2015 | Manifesto                                     | Variat                        | 13 roluri                                                 |
| 2016 | Voyage of Time                                | Narator (voce)                | Documentar                                                |
| 2017 | Song to Song                                  | Amanda                        |                                                           |
| 2017 | Thor: Ragnarok                                | Hela                          |                                                           |
| 2018 | Ocean's 8                                     | Lou                           |                                                           |
| 2018 | Mowgli                                        | Kaa (voce)                    |                                                           |
| 2019 | Cum să îți dresezi dragonul 3                 | Valka (voce)                  |                                                           |
| 2019 | Where'd You Go, Bernadette                    | Bernadette Fox                |                                                           |
| 2019 | Sweet Tooth                                   | Povestitor (voce)             | Scurtmetraj                                               |
| 2021 | Don't Look Up                                 | Brie Evantee                  |                                                           |
| 2021 | Nightmare Alley                               | Dr. Lilith Ritter             |                                                           |
| 2022 | Tár                                           | Lydia Tár                     |                                                           |
| 2022 | Pinocchio                                     | Spazzatura the Monkey (voce)  |                                                           |
| 2022 | The School for Good and Evil                  | The Storian (voce)            |                                                           |

## Teatru
| An        | Producție                                     | Locație                                               | Rol                           | Note                                               |
| --------- | --------------------------------------------- | ----------------------------------------------------- | ----------------------------- | -------------------------------------------------- |
| pre-1992  | The Odyssey of Runyon Jones                   | Methodist Ladies' College, Melbourne                  | Unknown                       | Adaptare a piesei de Norman Corwin                 |
| pre-1992  | They Shoot Horses, Don't They?                | Methodist Ladies' College, Melbourne                  | Director                      |                                                    |
| 1992      | Electra                                       | National Institute of Dramatic Art, Sydney            | Electra                       |                                                    |
| 1992/1993 | Top Girls                                     | Sydney Theatre Company                                | Patient Griselda/Nell/Jeanine |                                                    |
| 1993      | Kafka Dances                                  | Griffin Theatre Company                               | Bride/Felice                  |                                                    |
| 1993      | Oleanna                                       | Sydney Theatre Company                                | Carol                         |                                                    |
| 1994      | Hamlet                                        | Belvoir Street Theatre Company                        | Ophelia                       |                                                    |
| 1995      | Sweet Phoebe                                  | Sydney Theatre Company and Warehouse Theatre, Croydon | Helen                         |                                                    |
| 1995      | The Tempest                                   | Belvoir Street Theatre Company                        | Miranda                       |                                                    |
| 1995      | The Blind Giant is Dancing                    | Belvoir Street Theatre Company                        | Rose Draper                   |                                                    |
| 1997      | The Seagull a.k.a. The Seagull in Harry Hills | Belvoir Street Theatre Company                        | Nina                          | Regizată de Neil Armfield, muzică de Paul Charlier |
| 1999      | Plenty                                        | The Alemida Season at the Albery Theatre, Londra      | Susan Traherne                | Regizată de Jonathan Kent                          |
| 1999      | The Vagina Monologues                         | The Old Vic, Londra                                   | –                             | Ensemble including Melanie Griffith                |
| 2004      | Hedda Gabler                                  | Sydney Theatre Company                                | Hedda Gabler                  |                                                    |
| 2009      | The War of the Roses Cycle                    | Sydney Theatre Company                                | Richard II, Lady Anne         |                                                    |
| 2009      | A Streetcar Named Desire                      | Sydney Theatre Company                                | Blanche DuBois                |                                                    |
| 2010      | Uncle Vanya                                   | Sydney Theatre Company                                | Yelena                        |                                                    |
| 2011      | Big and Small                                 | Sydney Theatre Company                                | Lotte                         | Regizată de Benedict Andrews                       |
| 2013      | The Maids                                     | Sydney Theatre Company                                | Claire                        |                                                    |
| 2014      | The Maids                                     | Sydney Theatre Company at Lincoln Center Festival     | Claire                        |                                                    |